# إيفا ديك
إيفا ديك (بالألمانية: Eva Dick)‏ هي مجدفة ألمانية، ولدت في 28 أغسطس 1956 في ساربروكن في ألمانيا.

## وصلات خارجية
- إيفا ديك على موقع الاتحاد الدولي للتجديف (الإنجليزية)
- إيفا ديك على موقع اللجنة الأولمبية الدولية (الإنجليزية)
- إيفا ديك على موقع أوليمبيديا (الإنجليزية)